# Orfeão de Portalegre
Orfeão de Portalegre é um coro musical Português. Foi fundado em 7 de Fevereiro de 1980, por iniciativa do Professor Joaquim Augusto de Brito Vintém, o fez a sua primeira apresentação pública no dia 23 de Maio do citado ano, num concerto realizado no convento de Santa Clara, integrado nas Comemorações do Feriado Municipal.
Foi dirigido por Augusto Vintém desde a sua fundação até ao ano de 1982. De 1982 a 1984 é dirigido pelo Padre Tarsísio, voltando Augusto Vintém, após ter feito a sua profissionalização em exercício, ficando até ao ano de 1990.
Em 1990, os Professores Domingos Redondo e Joaquim Correia assumem a direcção musical e desde 1995 esta é da responsabilidade de Domingos Redondo, contando com a preciosa colaboração de Francisco Alegre.
Associação já com 25 anos de intensa actividade, conseguida através do dinamismo e espírito de sacrifício dos seus componentes, que ao Orfeão vêm dedicando muitos dos seus tempos livres e horas de descanso, sem qualquer intuito remuneratório. Composto por cerca de 40 elementos das mais variadas profissões e idades, na sua maioria sem qualquer formação musical, comungam, no entanto, o mesmo gosto pela música e pelo canto, enriquecendo a sua sensibilidade musical e contribuindo para o enriquecimento cultural de Portalegre e desta região do Alto Alentejo.
Desde 1983, vem organizando anualmente, por altura da quadra Natalícia, concertos alusivos à época, em várias freguesias do Concelho e em sedes do Concelho do Distrito, salientando-se o seu tradicional Concerto na lindíssima Sé Catedral de Portalegre e desta região do Alto Alentejo.
Para além disso, organiza também o Encontro de Coros que se realiza anualmente em Maio, por ocasião das Festas do Concelho.
Em 1985, grava o seu primeiro LP, voltando em 1998, a registar as suas vozes num CD intitulado “Os Melhores Coros Amadores da Região”, juntamente com outros Coros do Alentejo.
Em 1987, participa num programa da RTP, voltando a fazê-lo em 1997, por altura do Natal. Em 1989, as suas actividades são declaradas de reconhecido e manifesto interesse cultural, por Sua Excelência a Senhora Secretária de Estado da Cultura.
Em Maio de 1993, organiza o 1º Encontro de Coros do Alto Alentejo, tendo participado 8 grupos.
Nestes 23 anos de actividade, participou num elevado número de Concertos em quase todos os Distritos do País, incluindo a região autónoma dos Açores e Madeira.
Além fronteiras, há a salientar os Concertos realizados em Valência de Alcântara, em Mérida, no majestoso Teatro Romano, na Catedral de Sanlúcar de Barrameda (Cádis) e em França, onde actuou em Março de 1997 e em Junho de 2000, actuou na região de Brie – Paris.
Distinguido com a Medalha de Prata de Mérito Municipal, atribuída pela Câmara Municipal de Portalegre, em 23 de Maio de 2000, pelos seus 20 anos de actividade cultural.
Em Setembro de 2003 participou no II Festival Internacional de Música Coral, realizado em Ourense – Galiza – Espanha.
Em 2005, comemorou o 25º Aniversário com uma exposição fotográfica "25 Anos a Cantar…" mostrando os vários locais por onde passou, em Portugal e no estrangeiro, com o nome de Portalegre.